# Hervormde kerk (Zijderveld)
De Hervormde kerk in het Nederlandse dorp Zijderveld (provincie Utrecht) is een oorspronkelijk 15e-eeuws kerkgebouw dat in de 19e eeuw vrijwel volledig is herbouwd. De kerk is een rijksmonument en wordt gebruik door de Hervormde Gemeente Zijderveld.

## Geschiedenis
De oudste vermelding van een kerk in Zijderveld dateert uit 1312. De regesten van het kapittel van de Utrechts Pieterskerk spreken in dat jaar van de verkoop van land bij het kerspel van Zijderveld. In 1332 komt de kerk nogmaals langs in de bronnen als Zijderveld door Hubert van Everdingen wordt opgedragen van Hubert van Culemborg.
De kerk van Everdingen was eeuwenlang de moederkerk van de Zijderveldse kerk. Kort na de reformatie werden de twee kerken van elkaar gescheiden, waarbij de Everdingse kerk onder de kerk van Culemborg kwam te vallen. De Zijderveldse kerk kreeg in 1606 zijn eigen predikant.
De kerk viel in de 15e eeuw onder het decanaat van de Utrechtse Oudmunster. Dit wijzigde in 1480, toen de kerk onder het decanaat van de Mariakerk werd geschaard.
In 1819 verscheen een rapport over de technische staat van het kerkgebouw. Hieruit bleek dat de 15e-eeuwse kerk in een slechte staat verkeerde. Dit leidde tot een grootscheepse restauratie in 1830, waarbij de kerk in feite grotendeels werd herbouwd. Zo werd de toren volledig nieuw opgetrokken en van een ingang voorzien. Het schip en koor werden voor een groot deel afgebroken en vervolgens weer herbouwd, waarbij een deel van de oude muren werd hergebruikt. Ook de oude stenen die bij de sloop waren vrijgekomen, werden opnieuw gebruikt. Wel werd de vernieuwde kerk kleiner dan zijn voorganger.

## Beschrijving
De kerk ligt op een verhoging die is omgeven door een keermuur. Het kerkgebouw vertoont kenmerken van de vroege neogotiek.

### Kerkgebouw
De eenbeukige bakstenen kerk is vier traveeën lang en heeft een driezijdig gesloten koor. De noordoosthoek van het schip bevat nog 15e-eeuws metselwerk. De gekleurde glazen in de vensters van de zuidgevel dateren uit 1884. In 1901 is een galerij met enkele zitplaatsen aangebracht vanwege de plaatsing van het nieuwe orgel een jaar later. In 1907 werd het houten plafond toegevoegd. Bij een restauratie in 1920 werd de zuidgevel gepleisterd.
In 1959 volgde een nieuwe restauratie, waarbij onder andere de preekstoel werd vervangen door een nieuw exemplaar. Bij de restauratie van 1978-1981 werd onder andere de fundering versterkt.
Het 17e-eeuwse doopvont is behouden gebleven.

### Toren
Aan de westzijde van de kerk bevindt zich de toren. Deze bestaat uit drie geledingen. Onderin is de toegang tot de kerk via een spitsbogige entree. Bovenin is een balustrade met vier hoekpironnen aangebracht, terwijl de spits is gedekt met leisteen.
De oorspronkelijke kerkklok uit 1725 is in de Tweede Wereldoorlog verloren gegaan. In 1949 werd daarom een nieuwe klok gegoten door Van Bergen uit Heiligerlee.
In 1954 kreeg de toren een mechanisch uurwerk, gemaakt door B. Eijsbouts uit Asten.

### Overige
De consistorie staat achter de kerk en diende enige tijd als trouw- en raadzaal. In 1926 werd de consistorie uitgebreid.
Het kerkhof bevindt zich ten oosten en noorden van de kerk.